# 赵渭滨
趙渭濱（1893－1938年），中華民國軍人，官至少將。他為中日戰爭期間陣亡的中國軍方高級將領之一。

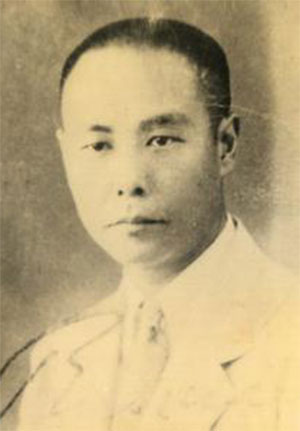

## 生平
赵渭滨，字象贤，讳渭宾，1893年生于四川成都。“七七事变”前夕，任川军第四十一军一二二师少将参谋长。1938年3月17日，台儿庄会战前夕的滕县抗日战役中，与王铭章将军一起壮烈牺牲于滕县县城西门。南京国民政府追赠其国民革命军陆军中将军衔。1985年，经四川省人民政府批准，追认赵渭滨为烈士。
趙渭濱為中華民國國民革命軍高級將領，中日戰爭期間，隸屬國民革命軍122師，是為少將參謀長。1938年3月日軍磯谷師團攻擊山東藤縣，他於3月17日陣亡於該徐州會戰。
"我为甚么同你写这么详细？就是要使你知道现在已是万恶军阀总崩溃之一日。民国二十六年的总结算，恐怕快要到了！同时红军在民族抗战当中的一切一切，也就是共产党在中国民众心理上所建立的很大基础！未来的成功，未来的抗战，恐怕还是要靠共产党吧！"----赵渭滨